# Michael Prætorius
Pour les articles homonymes, voir Prætorius.
Œuvres principales
- Syntagma musicum
Terpsichore musarum

Michael Prætorius est un compositeur et théoricien de la musique allemand, né à Creuzburg le 15 février 1571 et mort à Wolfenbüttel le 15 février 1621.

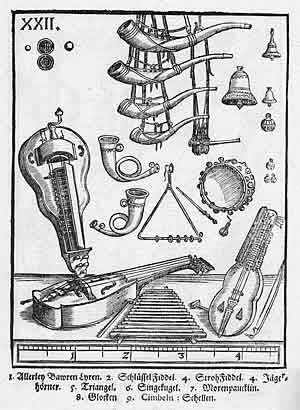
Une gravure représentant des instruments de musique dans le Syntagma musicum publié en 1619.

## Biographie
Michael Schultze, ou Schultheiss (Prætorius étant la latinisation de son nom), est né à Creuzburg an der Werra, en Thuringe, dans le centre de l'Allemagne, le 15 février 1571. Son père est pasteur luthérien. Il suit des études de théologie et de philosophie à l'université de Francfort-sur-l'Oder, et apprend à parler couramment plusieurs langues. Après des études de musique, il devient organiste à Francfort en 1587. Après avoir été maître de chapelle (Kapellmeister) à Lunebourg, il devient, en 1592 ou 1593, secrétaire du duc Henri-Jules de Brunswick-Wolfenbüttel à la cour de Wolfenbüttel, où il est aussi organiste, puis nommé Kapellmeister en 1604. À partir de 1613, il est également au service de Jean-Georges Ier, prince-électeur de Saxe, à la cour de Dresde, où il est responsable de la musique des festivités.
Prætorius est considéré comme l'un des meilleurs compositeurs luthériens, et il a laissé une œuvre considérable. Pour la seule musique religieuse, il compose plus de mille pièces vocales et instrumentales, dont certaines figurent toujours dans les recueils de cantiques protestants ,. De plus, Prætorius transcrit de nombreuses œuvres dites « populaires » ou « traditionnelles » car issues du folklore allemand. Il a également publié, en 1612, Terpsichore musarum (dans la mythologie grecque antique, Terpsichore est la muse de la danse), un imposant recueil de 300 compositions associées à la danse, qui constitue son plus important legs de musique profane.
Ses compositions sacrées sont largement inspirées par la musique italienne, plus particulièrement par l'école vénitienne, mais également par son jeune contemporain allemand Heinrich Schütz, avec qui il collabore à la cour de Dresde. Il emprunte à l'école vénitienne la forme du grand motet à double chœur avec accompagnement de cuivres, qu'il emploie régulièrement pendant sa carrière. Ses premières compositions, écrites vers 1602, sont suivies de ses Musæ Sioniæ (1605-1610) et, en 1611, d'un recueil de chants liturgiques contenant des messes, des hymnes et des Magnificat. En 1609, il signe un arrangement d'Es ist ein' Ros' entsprungen (Dans une étable obscure), un chant de Noël traditionnel allemand du XVIe siècle, qui est aujourd'hui sa composition la plus universellement connue. L'ensemble de son œuvre et son style unique se sont transmis grâce aux centaines d'élèves qu'il forme à l'orgue et au chant au cours de sa vie.
Il est également célèbre pour avoir écrit une remarquable encyclopédie, le Syntagma musicum (1619), un traité de musique qui étudie très précisément les divers genres musicaux utilisés depuis l'Antiquité, ainsi que des instruments de musique, une somme quasi exhaustive qui est encore aujourd'hui d'un intérêt considérable.
Michael Prætorius meurt à Wolfenbüttel, à l'âge exact de 50 ans, le 15 février de l'année 1621.

## Œuvres
Il laisse des milliers d'œuvres surtout vocales, parmi lesquelles :
- 16 volumes de Musæ Sioniæ : Deudsche Psalmen und geistliche Lieder ... (1605-1607), plus de 1200 motets
- Musarum Sioniarum : Motectæ et Psalmi latini ... (1607)
- Hymnodia Sionia (1611)
- des danses à 4 parties, Terpsichore musarum (1612)
- 15 volumes de Polyhymnia Caduceatrix et Panegyrica (1619)
- 9 volumes de Musa Aonia (musique profane)
- des pièces instrumentales diverses
- et le fameux Syntagma musicum (1619)

### Orgue
- Musæ Sioniæ, VII (1609), 3 fantaisies et 2 variations :

241. Ein’ feste Burg ist unser Gott (Fantasia)
242. Christ, unser Herr, zum Jordan kam (Fantasia)
243. Wir glauben all an einen Gott (Fantasia)
244. Nun lob, mein Seel, den Herren (2 Variations)
- Hymnodia Sionia, (1611), 6 hymnes liturgiques :

5. Alvus tumescit virginis - verset 3 de « Veni redemptor gentium » Avent
26. A solis ortus cardine - Noël
27. Summo Parenti gloria - verset 8 de A solis ortus cardine - Noël
87. Vita sanctorum - Pâques
145. O lux beata Trinitas - Trinité
139. Te mane laudum carmine - verset 2 de O lux beata Trinitas - Trinité
- Polyhymnia Caduceatrix et Panegyrica, XI, (1619)

11. Sinfonia zu « Gelobet und gepreiset sei Gott Vater », exemple de pièce instrumentale à 4 voix pouvant se jouer aussi à l'orgue,

## Hommages
L'astéroïde (4889) Praetorius, découvert en 1982, est nommé en son honneur.

## Enregistrements
- Mass for Christmas Morning, Gabrieli Consort & Players, direction Paul McCreesh, Archiv Produktion (1994)
- Terpsichore musarum, Ricercar Consort, direction François Fernandez, Ricercar - RIC 205 (1995)
- Weinnachtliche Motetten und Choralkonzerte, Hassler Consort, direction Franz Rami, MDG (2002)
- Puer natus in Bethlehem, Bremer Barock Consort, direction Manfred Cordes, CPO (2007)
- Ostermesse, Weser-Renaissance, direction Manfred Cordes, CPO (2012)
- Complete Organ Works, Friedhelm Flamme (orgue), 2 CD, CPO (2014)
- Prætorius (motets de Michael Prætorius et d'autres compositeurs ayant Prætorius pour nom), Balthasar-Neumann-Chor-und-Ensemble, direction Pablo Heras-Casado, Archiv Produktion (2015).